# Bahnstrecke Greifswald–Ladebow
| Brücke über den Ryck |                            |                                           |                                           |
| Streckennummer (DB): | 6787                       |                                           |                                           |
| Kursbuchstrecke (DB): | 109 (1939) 122 (1941–1944) |                                           |                                           |
| Streckenlänge: | 5,6 km                     |                                           |                                           |
| Spurweite: | 1435 mm (Normalspur)       |                                           |                                           |
| Streckenklasse: | D4                         |                                           |                                           |
| Maximale Neigung: | 6,22 ‰                     |                                           |                                           |
| Minimaler Radius: | 165 m                      |                                           |                                           |
| Streckengeschwindigkeit: | 30 km/h                    |                                           |                                           |
| |                            |                                           |                                           |
| \| \| \| von Anklam \| \| \| \| \| Greifswald \| \| \| \| \| nach Stralsund \| \| \| \| 0,000 \| Infrastrukturgrenze DB InfraGO/RegioInfra \| Infrastrukturgrenze DB InfraGO/RegioInfra \| \| \| 0,500 \| Stadtgraben \| Stadtgraben \| \| \| 0,500 \| Greifswald Ryck (BetrHp) \| Greifswald Ryck (BetrHp) \| \| \| 0,900 \| nach Greifswald Hafen \| nach Greifswald Hafen \| \| \| 0,968 \| Ryck (52 m) \| Ryck (52 m) \| \| \| 1,010 \| Stralsunder Straße (Kreisstraße VG 5) \| Stralsunder Straße (Kreisstraße VG 5) \| \| \| 1,200 \| Greifswald Museumshafen[6][7] \| Greifswald Museumshafen[6][7] \| \| \| 1,293 \| Salinenstraße \| Salinenstraße \| \| \| 1,491 \| Ladebower Chaussee \| Ladebower Chaussee \| \| \| 2,610 \| Ladebow Wüst (Bft) \| Ladebow Wüst (Bft) \| \| \| 4,738 \| Ladebower Chaussee \| Ladebower Chaussee \| \| \| 5,338 \| Ladebower Chaussee \| Ladebower Chaussee \| \| \| 5,600 \| Ladebow Hafen (Bft) \| Ladebow Hafen (Bft) \| \| \| \| \| \| \| Quellen: [8][9] \| \| \| \| |                            |                                           |                                           |
| Strecke |                            | von Anklam                                | von Anklam                                |
| Bahnhof |                            | Greifswald                                | Greifswald                                |
| Abzweig geradeaus und nach links |                            | nach Stralsund                            | nach Stralsund                            |
| Wechsel des Eisenbahninfrastrukturunternehmens | 0,000                      | Infrastrukturgrenze DB InfraGO/RegioInfra | Infrastrukturgrenze DB InfraGO/RegioInfra |
| Brücke über Wasserlauf | 0,500                      | Stadtgraben                               | Stadtgraben                               |
| Blockstelle | 0,500                      | Greifswald Ryck (BetrHp)                  | Greifswald Ryck (BetrHp)                  |
| Abzweig geradeaus und ehemals nach rechts | 0,900                      | nach Greifswald Hafen                     | nach Greifswald Hafen                     |
| Brücke über Wasserlauf | 0,968                      | Ryck (52 m)                               | Ryck (52 m)                               |
| Bahnübergang | 1,010                      | Stralsunder Straße (Kreisstraße VG 5)     | Stralsunder Straße (Kreisstraße VG 5)     |
| ehemaliger Haltepunkt / Haltestelle | 1,200                      | Greifswald Museumshafen                   | Greifswald Museumshafen                   |
| Bahnübergang | 1,293                      | Salinenstraße                             | Salinenstraße                             |
| Bahnübergang | 1,491                      | Ladebower Chaussee                        | Ladebower Chaussee                        |
| Dienststation / Betriebs- oder Güterbahnhof | 2,610                      | Ladebow Wüst (Bft)                        | Ladebow Wüst (Bft)                        |
| Bahnübergang | 4,738                      | Ladebower Chaussee                        | Ladebower Chaussee                        |
| Bahnübergang | 5,338                      | Ladebower Chaussee                        | Ladebower Chaussee                        |
| Betriebs-/Güterbahnhof Streckenende | 5,600                      | Ladebow Hafen (Bft)                       | Ladebow Hafen (Bft)                       |
| |                            |                                           |                                           |
| Quellen: |                            |                                           |                                           |

Die Bahnstrecke Greifswald–Ladebow, auch Greifswalder Hafenbahn, ist eine eingleisige Nebenbahn zwischen dem Bahnhof Greifswald und dem Hafen Ladebow. Die Strecke befindet sich im Eigentum der Stadt Greifswald und wird von der RegioInfra betrieben.

## Geschichte
Nach der Inbetriebnahme der Bahnstrecke Angermünde–Stralsund 1863 wurde 1864 mit dem Bau der Greifswalder Hafenbahn begonnen. Die Strecke vom Bahnhof Greifswald führte entlang der Südseite des Ryck bis in die Hafenstraße zum damaligen Stadthafen und wurde am 5. Januar 1865 in Betrieb genommen. Die nördlich der Hunnenstraße von der Hafenbahn abgehende Strecke nach Ladebow wurde 1934 bis 1936 zum Anschluss des Fliegerhorstes in Ladebow an der Nordseite des Ryck an das Bahnnetz gebaut. Dazu wurde westlich der Steinbeckerbrücke eine Stahlbetonbrücke über den Ryck errichtet.
Im Kursbuch für den Sommerfahrplan 1939 waren einzelne Züge zwischen Greifswald und Greifswald Hafen verzeichnet. Im Zweiten Weltkrieg verkehrten diese spätestens ab 1941 nicht mehr. Nach dem Ende des Zweiten Weltkriegs wurde die Strecke nach Ladebow noch 1948 für Personenverkehr genutzt, bevor 1949 die Gleisanlagen zwischen Salinenstraße und Ladebow demontiert und als Reparationsleistung in die Sowjetunion abtransportiert wurden.
Ab 1968 wurde die Strecke für die Versorgung des Volksmarine-Standorts in Ladebow wieder aufgebaut. Betriebsbeginn der an die Nationale Volksarmee übergebenen Strecke war am 27. Oktober 1972. Nach der Wiedervereinigung wurden die Hafenbahngleise bis zur Kaikante des jetzt von der Stadt zivil genutzten ehemaligen Marinehafens Ladebow verlängert. 1993 wurde die Gleise der Greifswalder Hafenbahn südlich des Ryck ab der Stahlbetonbrücke demontiert. Während eines Sturmhochwassers am 3. November 1995 wurde die Bahnstrecke an der Ladebower Chaussee auf 100 Meter Länge überflutet. Nach der Sanierung und Wiederinbetriebnahme 1997 wurde die Strecke für Güterverkehr genutzt, der jedoch 2001 deutlich zurückging, bis der Verkehr schließlich am 15. Dezember 2001 ganz eingestellt wurde.
Für 873.000 Euro, von denen 729.600 Euro vom mecklenburg-vorpommerschen Wirtschaftsministerium übernommen wurden, ließ die Stadt Greifswald die Strecke sanieren und eine neue Brücke über den Ryck bauen. Die Regio Infra Nordost als neuer Betreiber der Infrastruktur nahm die Strecke am 15. Januar 2014 wieder in Betrieb. In Ladebow befinden sich zwei kurze Ladestraßen, ein Lokschuppen für eine Rangierlok und Gleis entlang Kaimauer Ladebow. Zwischen Greifswald und Ladebow Hafen zweigen heute keine weiteren Anschlussgleise mehr ab.
Neben dem Güterverkehr finden zu besonderen Anlässen wie dem Fischerfest Gaffelrigg auch Sonderfahrten mit Personenbeförderung statt, 2024 wurde diese teilweise durchgebunden auf die Bahnstrecke Schönwalde–Lubmin.